# Шкребин Камен
44° 38′ 02″ N 17° 41′ 52″ E / 44.63389° С; 17.69778° И
Шкребин Камен је брдо у околини Теслића, у Републици Српској, у Босни и Херцеговини.
Име Шкребин Камен се првенствено односи на одрон камена са сјеверозападне стране брда. Зараван на врху брда се зове Просиште. Остатак масива брда нема одређен назив.
Након анексије Босне и Херцеговине, Аустроугарска је почела са постављањем разгранате жељезничке мреже, која је за намјену имала првенствено искоришћавање дрвне масе. Територија данашње општине Теслић је била међу најзанимљивијим за развој дрвне индустрије. Стога је већ првих година од Добоја до Теслића постављена ускотрачна жељезничка линија. На подручју данашњег села Врела, оштра косина се спуштала до саме обале ријеке Усоре, онемогаћавајући постављање линије. Косина је минирана како би се добио простор за трасу, остављајући тиме одсјечени дио брда видљив као откривену камену масу. Та камена маса, или одрон камена, понио је назив Шкребин Камен, по Шкребићима чије је некадашње кметовско селиште било на подручју села Врела.
По постављању жељезничке линије, обје жељезничке станице, источно и југозападно од Шкребиног Камена називане су истим именом. Понекад се у локалном говору, потпуно погрешно, и цијело насеље зове Шкребин Камен. По укидању жељезничке линије истом трасом је постављен регионални пут Добој-теслић, са аутобуским стајалиштима на мјесту претходних жељезничких станица. Оба аутобуска стајалишта понекад се називају истим именом.
Ниво ријеке Усоре код Шкребиног Камена је на око 190 мнв. Врх Просишта се налази на висини од око 270 мнв.